# Iporangaia pustulosa
Iporangaia pustulosa is een hooiwagen uit de familie Gonyleptidae.